# Plasmine
Plasmine is een glycoproteïne dat een grote rol speelt in de fibrinolyse: het oplossen van bloedstolsel. Het kan fibrinogeen, fibrine, protrombine, factor V en factor VIII afbreken waardoor het de bloedstolling tenietdoet.
Plasmine wordt omgezet uit plasminogeen onder invloed van tissue plasminogen activator (t-PA) en urokinase. Wanneer de bloedprop zich vormt, zal fibrine plasminogeen opnemen en meenemen in het stolsel. T-PA, met kleine beetjes vrijgelaten uit het vaatwandendotheel, zal in de bloedklont plasminogeen omzetten naar plasmine. De propafbraak start dus van binnenuit. Wanneer het plasmine het trombine doorbroken heeft, komt het vrij in het bloed waar het verder zijn functie uitoefent. Hier zullen echter anti-plasmines plasmine afbreken om de stolling en fibrinolyse in balans te houden.
Plasmine is belangrijk, omdat het op bovenstaande wijze de kleinste bloedvaatjes in het lichaam vrij kan houden, wanneer deze verstopt raken met een bloedklonter.